# رابط میکرو-دی‌وی‌آی

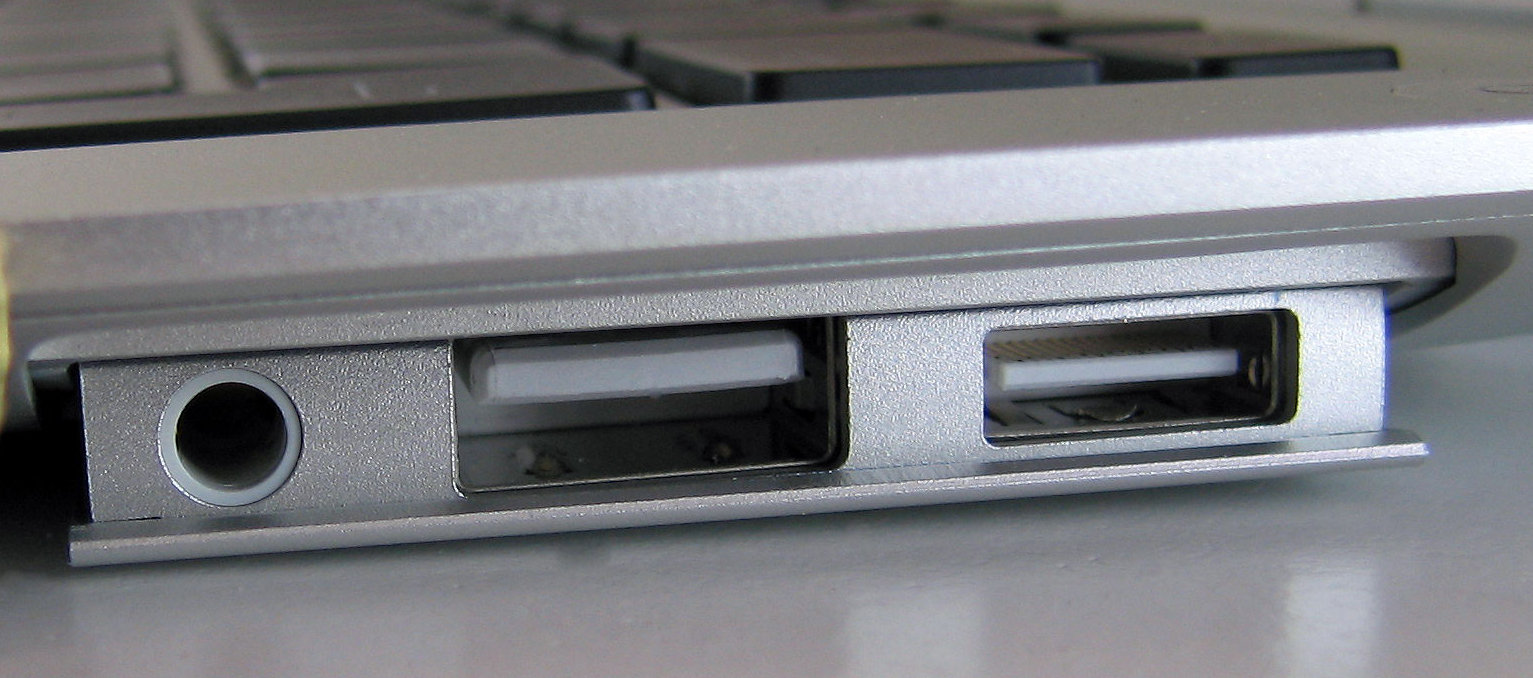
از چپ به راست: هدفون، یواس‌بی و رابط میکرو-دی‌وی‌آی در مک‌بوک ایر.

رابط میکرو دی‌وی‌آی (به انگلیسی: Micro-DVI) رابط‌هایی است که اولین بار در لپ‌تاپ مک‌بوک ایر شرکت اپل در ژانویه و اکتبر ۲۰۰۸ ساخته شدند. این رابط از رابط مینی-دی‌وی‌آی کوچکتر است و توسط مدل‌های خواهر مک‌بوک استفاده می‌شود. برای استفاده از این رابط برای نشان دادن ویدئو در مانیتور و تلویزیون باید از رابط‌هایی با سبک متفاوتی مانند آداپتور استفاده شود. رابط میکرو-دی‌وی‌آی با آداپتور دی‌وی‌آی و رابط میکرو-دی‌وی‌آی با آداپتور VGA هردو در مک‌بوک ایر قرار دارند.
درگاه میکرو-دی‌وی‌آی در زمانی که مک‌بوک ایر در اپل اسپشل ایونت در ۱۴ اکتبر ۲۰۰۸ ب روزرسانی شد دیگر ادامه داده نشد و رابر مینی دیسپلی‌پرت جای آن راگرفت.

## منبع
- مشارکت‌کنندگان ویکی‌پدیا. «Micro-DVI». در دانشنامهٔ ویکی‌پدیای انگلیسی، بازبینی‌شده در ۴ مارس ۲۰۰۹.